# Чекко д'Асколі

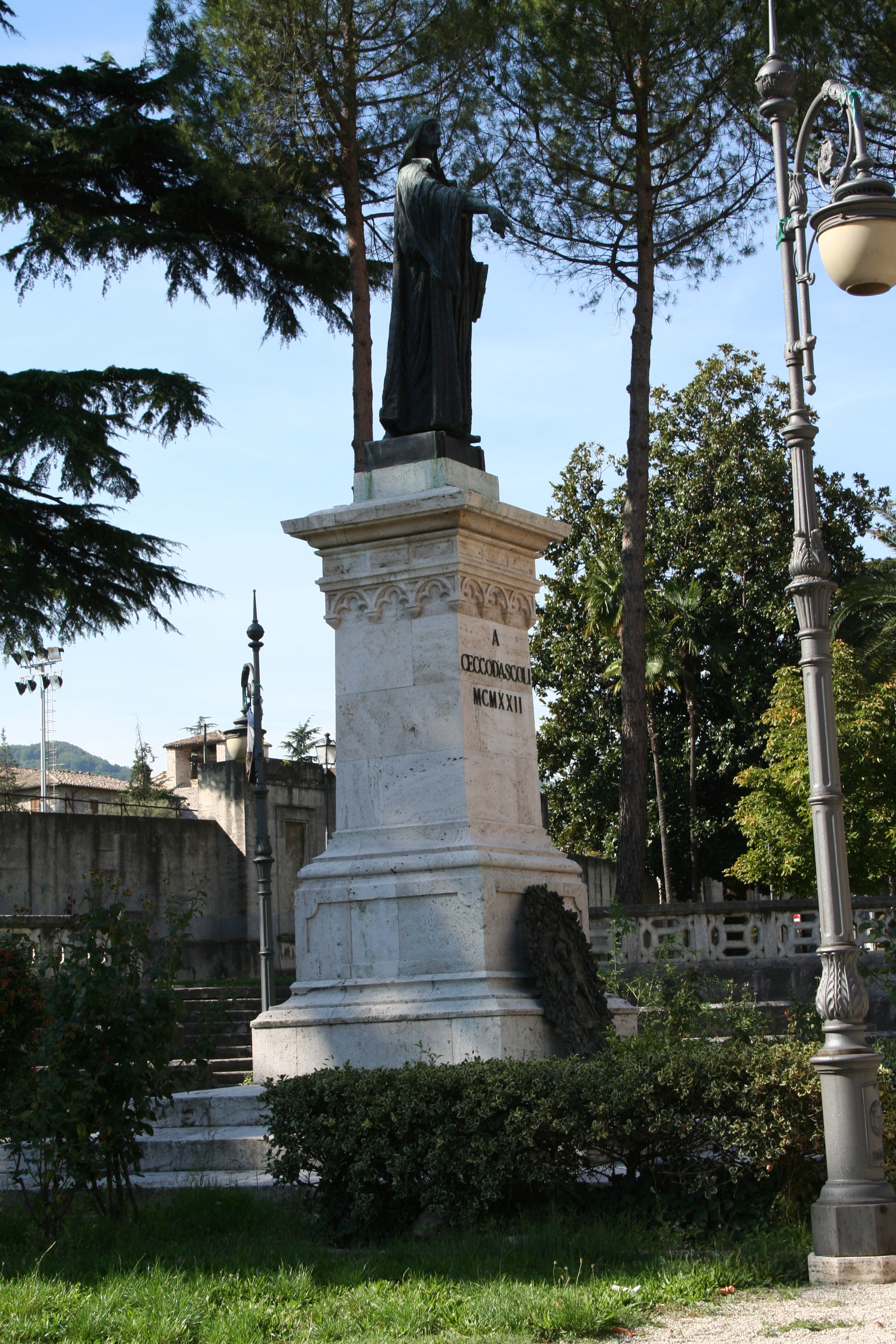
Статуя Чекко д'Асколі на Пьяцца Маттеотті, Асколі-Пічено

Че́кко д'Аско́лі Франче́ско де́льї Ста́білі (італ. Cecco d'Ascoli Francesco degli Stabili; 1257, Асколі-Пічено — 1327, Флоренція) — італійський астроном, астролог, математик, філософ і поет.

## Біографія
Народився поблизу Асколі-Пічено, ім'я при народженні — Francesco Stabili. Про його дитинство та юність достовірних відомостей немає, крім того, що він присвятив себе вивченню математики та астрології. 1322 року (за іншими даними — 1324) став професором астрології в Болонському університеті. Опублікував коментар до астрономічного трактату Tractatus de sphaera Іоанна Сакробоско.
1324 року вперше став перед судом інквізиції за звинуваченням у брехні, був засуджений до покаяння, штрафу, позбавлений права викладати і повинен був залишити Болонью до 14 грудня 1324 року. 1326 року він приїхав до Флоренції і служив астрологом та лікарем при дворі герцога Карла Калабрійського.
У липні 1327 року Чекко д'Асколі знову постав перед судом інківізиції, йому було пред'явлено звинувачення за такими пунктами:
- 1) стверджував, що ми можемо, при певному розташуванні зірок, робити незвичайні речі, і він вірить в існування злих духів у вищих сферах, яких за допомогою заклинань можна змусити, за відомого розташування зірок, творити чудеса;
- 2) у його трактаті йшлося про непереборний вплив небесних тіл і про те, що Христос зійшов на землю не лише з волі Божої, а й унаслідок астрономічного порядку речей, що він жив і мандрував із учнями, підкоряючись своєму гороскопу, який визначив і смерть, якою він помер.
- 3) вважав, що Антихрист, згідно з вказівками планет, з'явиться у вигляді багатого і могутнього володаря.

В результаті цього процесу був засуджений до страти і спалений на багатті у Флоренції 26 вересня 1327. Це один із перших учених, страчених за вироком суду інквізиції.
Основний твір Чекко д'Асколі — дидактична поема «L'Acerba», написана шестирядковими строфами (видозміною терцетів) являє собою рід енциклопедії середньовічних знань, в якій викладаються відомості з астрономії, метеорології, антропології, йдеться про добродіїв і пороків (у зв'язку з небесними явищами), про кохання (відповідно до теорії Гвідо Гвінічеллі), про тварин (з моральним тлумаченням їх властивостей, як у бестіаріях), також різноманітні відомості з природної історії та психології.
На його честь названий кратер на Місяці.

## Публікації
- De principiis astrologiae
- Tractatus in sphaerae
- De eccentricis et epicyclis

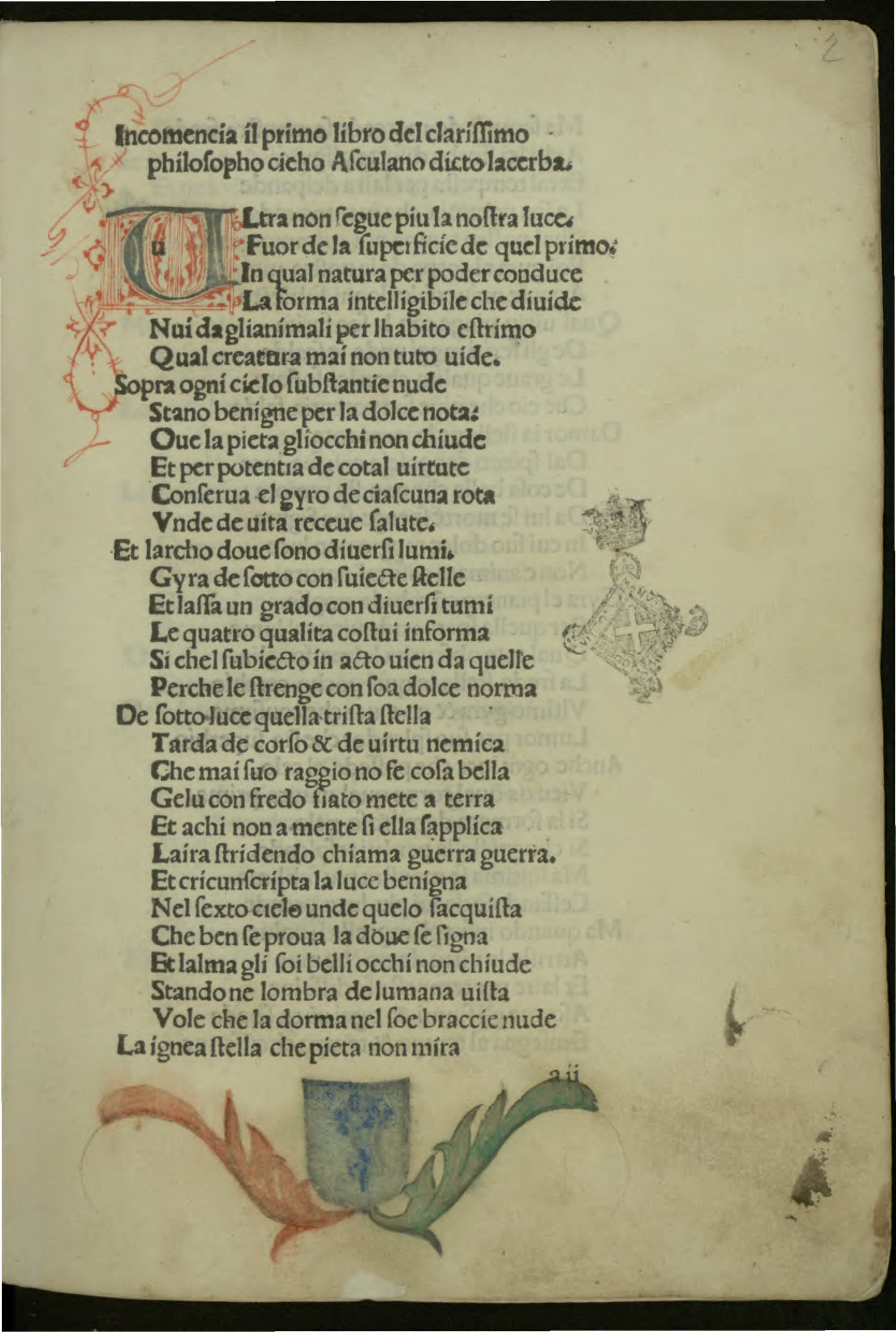
Acerba, 1484

- Prelectiones ordinarie astrologie habite Bonomie
- Acerba etas